# S.W.A.T.: Спецназ міста янголів
«S.W.A.T.: Спецназ міста янголів» (англ. S.W.A.T.), або «Спецзагін міста янголів», — американський бойовик, кримінальний трилер 2003 року, знятий режисером Кларком Джонсоном за сценарієм Девіда Аєра та Девіда Мак-Кенни на основі сюжету Рона Міти та Джима Макклейна; продюсер — Ніл Моріц. Фільм заснований на телесеріалі «S.W.A.T.» 1975 року.
Фільм вийшов в американський прокат 8 серпня 2003 року, отримав неоднозначні відгуки критиків і зібрав 207 мільйонів доларів у світі.

## Сюжет
Досвідчений поліцейський Хондо набирає і тренує спецзагін, завдання якого — супроводити до в’язниці лідера наркокартеля. Завдання ускладнене тим, що талановитий злочинець оголосив винагороду в 100 млн доларів кожному, хто допоможе йому втекти.

## Акторський склад
- Колін Фаррелл — Джим (Джеймс) Стріт
- Джеремі Реннер — Браян Гембл
- Браян Ван Голт — Майкл Боксер
- Семюел Л. Джексон — сержант Дан Гаррельсон / Хондо
- Мішель Родрігес — Кріс (Крістіна) Санчес
- LL Cool J — Дік (Дікон) Кей
- Олів'є Мартінес — Алекс Монтель / Червоний вовк (Le Loup Rouge)
- Джош Чарльз — Ті Джей (Тревіс Джозеф) Маккейб
- Кен Давітян — Мартін Гаскойн
- Редж Кеті — лейтенант Грег Веласкес
- Ларрі Пойндекстер — капітан Том Фуллер
- Пейдж Кеннеді — Тревіс
- Рід Даймонд — Девід Берресс
- Доменік Ломбардоцці — Джі К’ю
- Денис Арндт — сержант Говард
- Джефф Вінкотт — Ед Тейлор
- Ноель Гульємі — латиноамериканський бандит

## Усі фільми серії
- S.W.A.T.: Спецназ міста янголів (2003)
- S.W.A.T.: Перехресний вогонь (2011)
- S.W.A.T.: В облозі (2017)